# Dennis Haysbert
Dennis Dexter Haysbert (San Mateo, Kalifornia, 1954. június 2. –) amerikai színész.
Egyik leghíresebb szerepe David Palmer, az első fekete amerikai elnök a 24 című televíziós sorozatban. Ezért a szerepéért sokan Barack Obamához, az Amerikai Egyesült Államok korábbi elnökéhez hasonlítják.[forrás?]

## Fiatalkora
Haysbert Kaliforniában, San Mateóban született Gladys és Charles Haysbert gyermekeként. Apja seriffként dolgozott. Ő volt a nyolcadik gyerek a kilenc közül. Hat fiútestvére és 2 lánytestvére volt. 1972-ben végzett a San Mateo High School-ban. Az iskola elvégzése után jelentkezett az Amerikai Akadémia dráma tagozatára.

## Pályafutása
Haysbert 1979-ben kezdett el szerepelni a TV-ben, a The White Shadow című sorozatban. Rengeteg sorozatban vállalt mellékszerepet, köztük a Lou Grant, Laverne & Shirley, The A-Team, Dallas, Magnum, P.I., Buck Rogers in the 25th Century és Duckman című sorozatokban, így Befutott TV sztár lett. 1993-ban szerepelt a Return to Lonesome Dove című sorozatban, 1999-ben pedig a Most és később című sorozatban szerepelt, egy évadon keresztül.
2001-ben megkapta David Palmer szerepét a 24 című sorozatban. Az első évadban David Palmer elnökjelöltként szerepelt, a 2. és 3. évadban pedig mint Amerika első fekete elnökeként szerepelt. Ezért a szerepéért sokan Barack Obama-hoz hasonlítják. A 4. évadban csak pár részben szerepelt, az 5. évadban pedig a sorozat szerint megölték.
Haysbert 2006 óta szerepel a The Unit című sorozatban.
Filmekben is szerepelt, köztük Michelle Pfeiffer-rel a Love Field című drámában. 1999-ben több filmben is játszott, köztük a The Minus Man, The Thirteenth Floor, és a Random Hearts-ben. 2007-ben egy Nelson Mandela volt Dél-afrikai Köztársasági elnökről szóló portréfilmmel tért vissza, aminek a címe Goodbye Bafana.

### Televízió

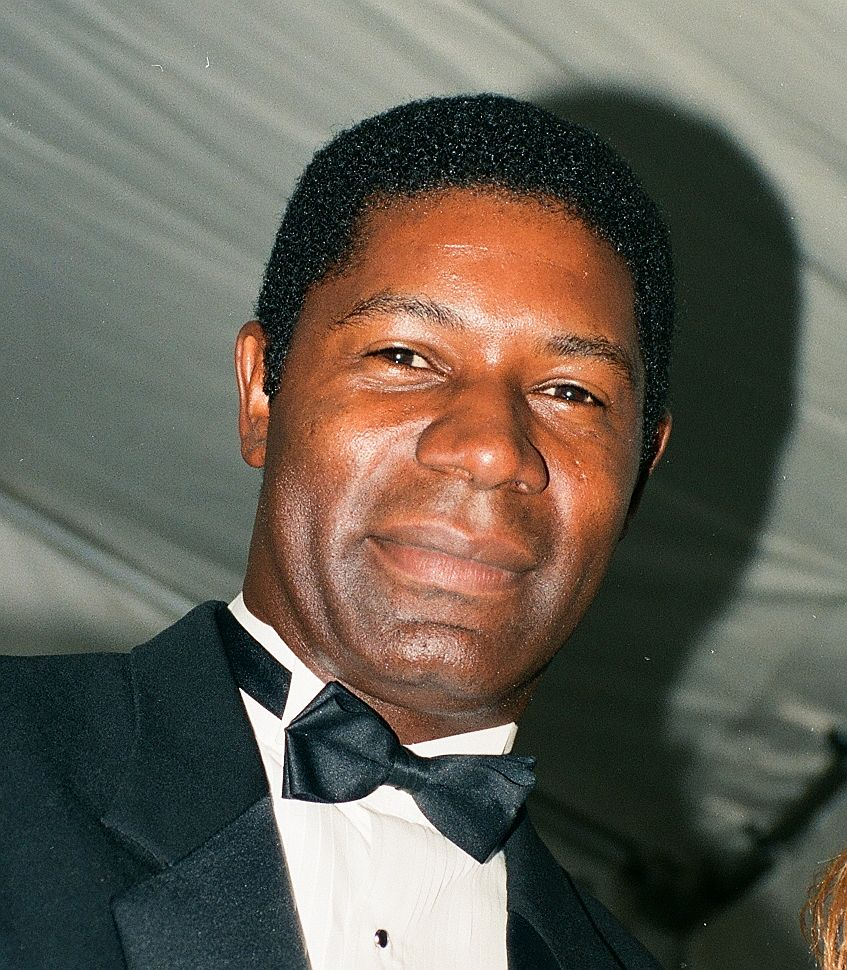
1998-ban

## Filmográfia

### Film
| Év   | Magyar cím                                    | Eredeti cím                                            | Szerep                     | Magyar hang                                        |
| ---- | --------------------------------------------- | ------------------------------------------------------ | -------------------------- | -------------------------------------------------- |
| 1979 |                                               | Scoring                                                | Harrigan hadnagy           |                                                    |
| 1985 |                                               | A Summer to Remember                                   | Pierce seriff              |                                                    |
| 1989 | A nagy csapat                                 | Major League                                           | Pedro Cerrano              | 1. Papucsek Vilmos 2. Bognár Zsolt                 |
| 1990 | Elit kommandó                                 | Navy Seals                                             | Billy Graham               | 1. Mihályi Győző 2. Kálid Artúr                    |
| 1992 | Mr. Baseball                                  | Mr. Baseball                                           | Max "Kalapács" Dubois      | 1.Hankó Attila 2. Vass Gábor                       |
| 1992 | A szeretet földje                             | Love Field                                             | Paul Cater                 | Kálid Artúr                                        |
| 1993 | Varrat                                        | Suture                                                 | Clay Arlington             |                                                    |
| 1993 |                                               | Alex Haley's Queen                                     | Davis                      |                                                    |
| 1994 | A nagy csapat 2.                              | Major League II                                        | Pedro Cerrano              | 1. Papucsek Vilmos 2. Bognár Zsolt 3. Bolla Róbert |
| 1995 | Szemtől szemben                               | Heat                                                   | Donald Breedan             | Barabás Kiss Zoltán                                |
| 1995 | Az igazira várva                              | Waiting to Exhale                                      | Kenneth Dawkins            |                                                    |
| 1996 | Lovak lovagja                                 | Amanda                                                 | Seven/Sir Jordan           |                                                    |
| 1997 | Államérdek                                    | Absolute Power                                         | Tim Collin                 | Csík Csaba Krisztián                               |
| 1998 |                                               | How to Make the Cruelest Month                         | Manhattan Parks            |                                                    |
| 1998 | A nagy csapat 3. – A rémálom csapat           | Major League: Back to the Minors                       | Pedro Cerrano              | 1. Bognár Tamás 2. Papucsek Vilmos                 |
| 1998 | Ostrom alatt                                  | Standoff                                               | Ty 'Bama' Jones            | Vass Gábor                                         |
| 1999 | Az idegen                                     | The Minus Man                                          | Graves                     |                                                    |
| 1999 | 13. emelet                                    | The Thirteenth Floor                                   | Larry McBain nyomozó       | Vass Gábor                                         |
| 1999 | Zuhanás                                       | Random Hearts                                          | George Beaufort nyomozó    | Varga Tamás                                        |
| 2000 | Négy vacsora                                  | What's Cooking?                                        | Ronald Williams            |                                                    |
| 2000 | Nem adok kosarat!                             | Love & Basketball                                      | Zeke McCall                | Jakab Csaba                                        |
| 2002 |                                               | Ticker                                                 | FBI ügynök                 |                                                    |
| 2002 | Távol a mennyországtól                        | Far from Heaven                                        | Raymond Deagan             | Bognár Tamás                                       |
| 2003 | Szindbád – A hét tenger legendája             | Sinbad: Legend of the Seven Seas                       | Kale (hangja)              | Vass Gábor                                         |
| 2005 | Bőrnyakúak                                    | Jarhead                                                | Major Lincoln              | Jakab Csaba                                        |
| 2007 | Goodbye Bafana                                | Goodbye Bafana                                         | Nelson Mandela             | Vass Gábor                                         |
| 2007 | Az utolsó jelentés                            | Breach                                                 | Dean Plesac                | Vass Gábor                                         |
| 2011 | Apró részletek                                | The Details                                            | Lincoln                    | Albert Péter                                       |
| 2011 | Kung Fu Panda 2.                              | Kung Fu Panda 2                                        | Ökör mester (hangja)       | Galambos Péter                                     |
| 2011 | Kung Fu Panda: Legendás mesterek              | Kung Fu Panda: Secrets of the Masters                  | Ökör mester (hangja)       | Galambos Péter                                     |
| 2012 |                                               | LUV                                                    | Mr. Fish                   |                                                    |
| 2012 | Rontó Ralph                                   | Wreck-It Ralph                                         | Hologram tábornok (hangja) | Galambos Péter                                     |
| 2013 | Dzsungeltúra lúzereknek                       | Welcome to the Jungle                                  | Mr. Crawford               | Bognár Tamás                                       |
| 2013 |                                               | The Black Moses                                        | Sir. Lynden O. Pindling    |                                                    |
| 2014 | Mr. Peabody és Sherman kalandjai              | Mr. Peabody & Sherman                                  | bíró (hangja)              | Törköly Levente                                    |
| 2014 | Gondolkozz pasiaggyal! 2.                     | Think Like a Man Too                                   | Eddie bácsi                | Vass Gábor                                         |
| 2014 |                                               | Life of a King                                         | Searcy                     |                                                    |
| 2014 | Sin City: Ölni tudnál érte                    | Sin City: A Dame to Kill For                           | Manute                     | Schneider Zoltán                                   |
| 2014 | Férfiak, nők és gyerekek                      | Men, Women & Children                                  | titkos szerető             | Schneider Zoltán                                   |
| 2014 | Lopakodók: Örökség (Videófilm)                | Sniper: Legacy                                         | ezredes                    | Rosta Sándor                                       |
| 2014 |                                               | Dear White People                                      | The Dean                   |                                                    |
| 2015 |                                               | Experimenter                                           | Ossie Davis                |                                                    |
| 2015 | Élőhalottak: Az őrtorony                      | Dead Rising: Watchtower                                | Lyons tábornok             |                                                    |
| 2015 | A szerelem epizódjai                          | Baby, Baby, Baby                                       | Dr. Hanken                 | Vass Gábor                                         |
| 2015 | Ted 2.                                        | Ted 2                                                  | Termékenységi orvos        | Bognár Tamás                                       |
| 2016 | Bőrnyakúak 3. – Ostrom (Videófilm)            | Jarhead 3: The Siege                                   | Lincoln őrnagy             | Vass Gábor                                         |
| 2016 |                                               | Dead Rising: Endgame                                   | Lyons tábornok             |                                                    |
| 2016 | Lopakodók: A láthatatlan ellenség (Videófilm) | Sniper: Ghost Shooter                                  | ezredes                    | Vass Gábor                                         |
| 2017 | Pofoncsata                                    | Fist Fight                                             | Johnson főfelügyelő        | Bognár Tamás                                       |
| 2017 | A Setét Torony                                | The Dark Tower                                         | Steven Deschain            | Vass Gábor                                         |
| 2017 |                                               | Naked                                                  | Reginald Swope             |                                                    |
| 2017 |                                               | Kodachrome                                             | Larry                      |                                                    |
| 2019 | Áttörés                                       | Breakthrough                                           | Dr. Garrett                | Bognár Tamás                                       |
| 2019 | Titkos megszállottság                         | Secret Obsession                                       | Frank Page nyomozó         | Vass Gábor                                         |
| 2019 | Ne játssz a tűzzel                            | Playing with Fire                                      | Richards parancsnok        | Papp János                                         |
| 2022 | A hó rabja                                    | No Exit                                                | Ed                         | Bognár Tamás                                       |
| 2022 | Chip és Dale: A Csipet Csapat                 | Chip 'n Dale: Rescue Rangers                           | Zümzüm (hangja)            | Pál Tamás                                          |
| 2022 |                                               | Sniper: Rogue Mission                                  | Gabriel Stone              |                                                    |
| 2023 | Flamin’ Hot - Egy pikáns sikertörténet        | Flamin' Hott                                           | Clarence C. Baker          |                                                    |
| 2023 | Lopakódók: G.R.I.T.                           | Sniper: G.R.I.T. – Global Response & Intelligence Team | Gabriel Stone              |                                                    |
| 2024 | Mindörökké nyár                               | Summer Camp                                            | Tommy                      | Barbinek Péter                                     |

### Videójáték
| Év   | Cím                                          | Szerep         | Megjegyzés |
| ---- | -------------------------------------------- | -------------- | ---------- |
| 2004 | Tom Clancy's Splinter Cell: Pandora Tomorrow | Irving Lambert |            |
| 2004 | Call of Duty: Finest Hour                    | Narrátor       |            |
| 2006 | 24: The Game                                 | David Palmer   |            |

## Színház
| Év   | Cím  | Szerep      | Megjegyzés |
| ---- | ---- | ----------- | ---------- |
| 2010 | Race | Henry Brown |            |